# Elizabeth Cavendish, duquesa de Devonshire
Elizabeth "Bess" Christiana Cavendish, também conhecida como Elizabeth Foster ou Elizabeth Hervey (Suffolk, 13 de maio de 1758 - Roma, 30 de março de 1824) era filha de Frederick Hervey, 4.º conde de Bristol e Elizabeth Davers. Ficou conhecida por ser uma amiga muito próxima de Georgiana Spencer. Foi casada com John Foster e, posteriormente, com William Cavendish.

## Vida
Elizabeth nasceu no dia 13 de maio de 1759 numa pequena propriedade em Suffolk, Inglaterra, com o nome de Elizabeth Hervey. Em 1776, ela se casou com John Foster. Quando seu pai recebeu o condado de Bristol, ela se tornou Lady Bess. Com seu marido, teve três filhos: Frederick (1777-1853); Augustus (1780-1848) e Elizabeth (1778), a qual viveu somente durante oito dias. Em 1780, o casal passou a viver junto dos pais de Elizabeth, em Ickworth House, no condado de Suffolk.

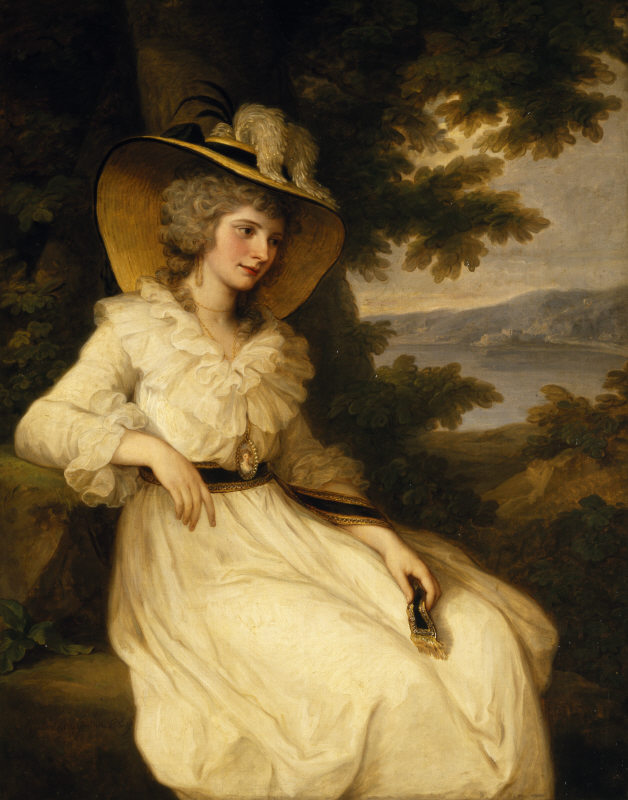
Elizabeth em 1785 retratada por Angelika Kauffmann.

O casamento de Bess se degenerou quando ela descobriu que seu marido tinha um caso, aproximadamente em 1783. Os Foster passaram a viver separadamente e John Foster proibiu sua esposa de ver os filhos durante catorze anos. Em maio de 1782, Bess conheceu o duque e a duquesa de Devonshire, tornando-se uma amiga próxima desta.
Foi então que Lady Bess e o duque se apaixonaram e passaram a viver juntos carnalmente. O casal não teve filhos.
Em 1809, três anos após a morte de Georgiana, Elizabeth casou-se com William e tornou-se a próxima duquesa de Devonshire.
Bess também teve (supostamente) um caso com o Conde Axel von Fersen, grande amigo e suposto amante da rainha Maria Antonieta, e era amiga de Madame de Staël, escritora francesa da época.
Bess faleceu no ano de 1824, no dia 30 de março, aos 64 anos de idade, em Roma, na Itália. Foi enterrada na Catedral de Derby, em Devonshire.

## Títulos
- 13 de maio de 1759 – 1776 Srta. Elizabeth Hervey
- 1776 – 23 de dezembro de 1779 Sra. John Foster
- 23 de dezembro de 1779 – 1809 A Senhora Elizabeth Foster
- 1809 – 29 de julho de 1811 Sua Graça A Duquesa de Devonshire
- 29 de julho de 1811 – 30 de março de 1824 Sua Graça A Duquesa Viúva de Devonshire